# Complexe de raffinage de Paraguaná
Pour les articles homonymes, voir CRP.
Le complexe de raffinage de Paraguaná ou CRP (en espagnol : Centro de Refinación de Paraguaná ou CRP) est un complexe de raffinage du pétrole localisé au Venezuela. Il est considéré comme le second plus grand complexe de raffinage au monde, juste après la raffinerie de Jamnagar en Inde. Le complexe de raffinage de Paraguaná avec la fusion des raffineries Amuay, Bajo Grande et Cardón Refinery.

## Histoire
L'exploitation du complexe de Cardón débute en 1949 avec une capacité de raffinage de 30 m3/j. À cette époque, il est la propriété de Royal Dutch Shell. Le complexe d'Amuay a été construit par Creole Petroleum Corporation (en) en 1950 avec une capacité  actuelle de 645 m3/j. Le complexe de Bajo Grande, fondé en 1956 par Richmond (actuellement Chevron), possède une capacité de raffinage de 16 m3/j.

## Incidents
En 2003, deux employés ont été blessés lors d'une explosion dans la raffinerie d'Amuay. En 2005, six accidents sont survenus, incluant une explosion en novembre 2005, qui a tué cinq employés et blessés 20 autres. En 2006, cinq accidents ont occasionné trois morts et cinq blessés. Durant la même année, les procédés de reformage catalytique pour 54 000 barils ont été temporairement interrompus à la suite d'un incendie.
En mars 2011, un autre incendie est déclaré. En 2012, une unité de distillation d'Amuay a été stoppée brièvement à cause d'un incendie. En mars 2012, la raffinerie Cardon est fermée pendant 8 heures à la suite de défaillances de système.
RJG Risk Engineering a signalé 222 incidents en 2011 dans les raffineries de Amay et sa voisine Cardon. 

### Catastrophe de 2012

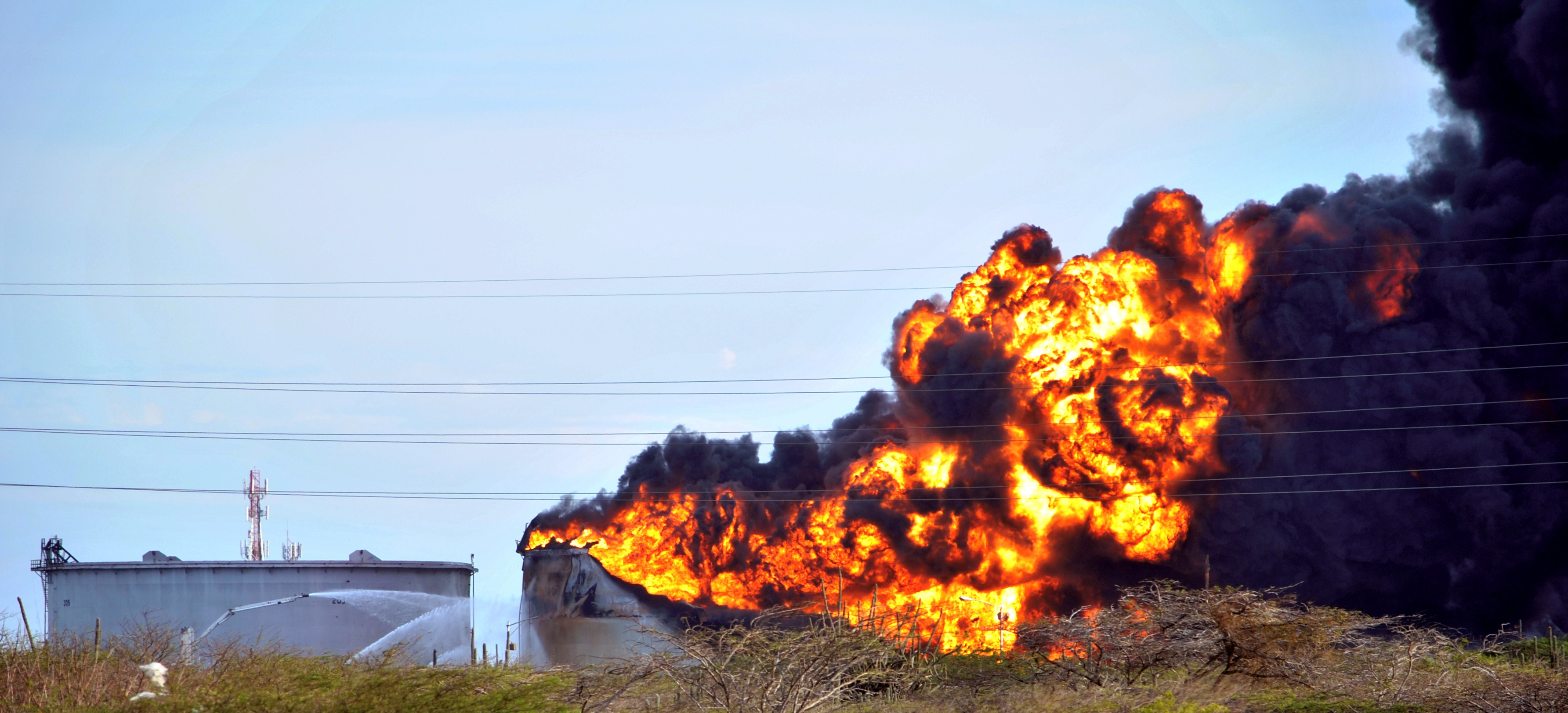
Explosion de la raffinerie en 2012.

Le 25 août 2012, une explosion dans la raffinerie d'Amuay a tué 48 personnes, dont la moitié sont des militaires de la garde nationale chargés de la sécurité du site, et blessé 151 autres. Selon le gouverneur de l'État de Falcón, Stella Lugo, un enfant de 10 ans compte parmi les victimes de l'explosion,.
L'explosion est survenue à 1 h 11 (5 h 41 GMT) et est due à une fuite de gaz qui a provoqué une explosion dans 9 réservoirs, le feu se propageant ensuite à trois autres réservoirs. En plus de la raffinerie, plus de 1600 logements ont été endommagés à la suite de l'onde de choc causée par l'explosion.

## Localisation
| Nom                       | Coordinates                  |
| ------------------------- | ---------------------------- |
| Raffinerie d'Amuay        | 11° 44′ 27″ N, 70° 12′ 33″ O |
| Raffinerie de Cardón      | 11° 38′ 02″ N, 70° 13′ 15″ O |
| Raffinerie de Bajo Grande | 10° 30′ 16″ N, 71° 38′ 21″ O |